# 台14線
台14線（たいじゅうよんせん）は、台湾省道である。彰化県彰化市中庄子を起点に、草屯・埔里・霧社を経て南投県仁愛郷屯原へ至る本線の他、甲・乙・丙・丁という４本の支線を持つ。
当初本線は屯原から能高山の峠部を越え、花蓮県秀林郷の銅門に抜け、仁寿で台9丙線と接続する計画だったが、屯原以東の部分が未開通のまま、2009年11月19日に屯原 - 仁寿間の建設計画は廃止された。なお計画中の路線のうち、霧社から銅門までの区間を「霧社銅門線（むしゃどうもんせん）」と称していた。この区間は新中部横貫公路計画に含まれる。

## 概要
- 全長：98.993Km（未開通区間を除く）
- 起点：彰化県彰化市（台1線の交差地点）
- 終点：南投県仁愛郷（屯原付近）
- 経由地：

## 歴史
| 年 | 月日 | 事跡 |
| -- | ---- | ---- |

## 通過する自治体
- 彰化県
  - 彰化市 - 芬園郷

- 南投県
  - 草屯鎮 - 国姓郷 - 埔里鎮 - 仁愛郷屯原

- 未開通区間
  - 南投県
    - 仁愛郷屯原 - 仁愛郷能高鞍部

  - 花蓮県
    - 秀林郷

## 接続する道路
- 高速道路
  - 草屯IC
  - 東草屯IC
  - 国姓IC
  - 北山IC
  - 愛蘭IC
  - 埔里端

- 快速公路
  - 牛埔平面ランプ

## 支線

### 甲線
南投県仁愛郷の霧社を起点とし、花蓮県秀林郷の大禹嶺を終点とする支線である。全長41.533Km。「中横公路霧社支線」の別称である。地元では建設当時の通称「霧社供給線（中文表記：霧社供應線）」やその略称「霧社支線」が今でも通用している。

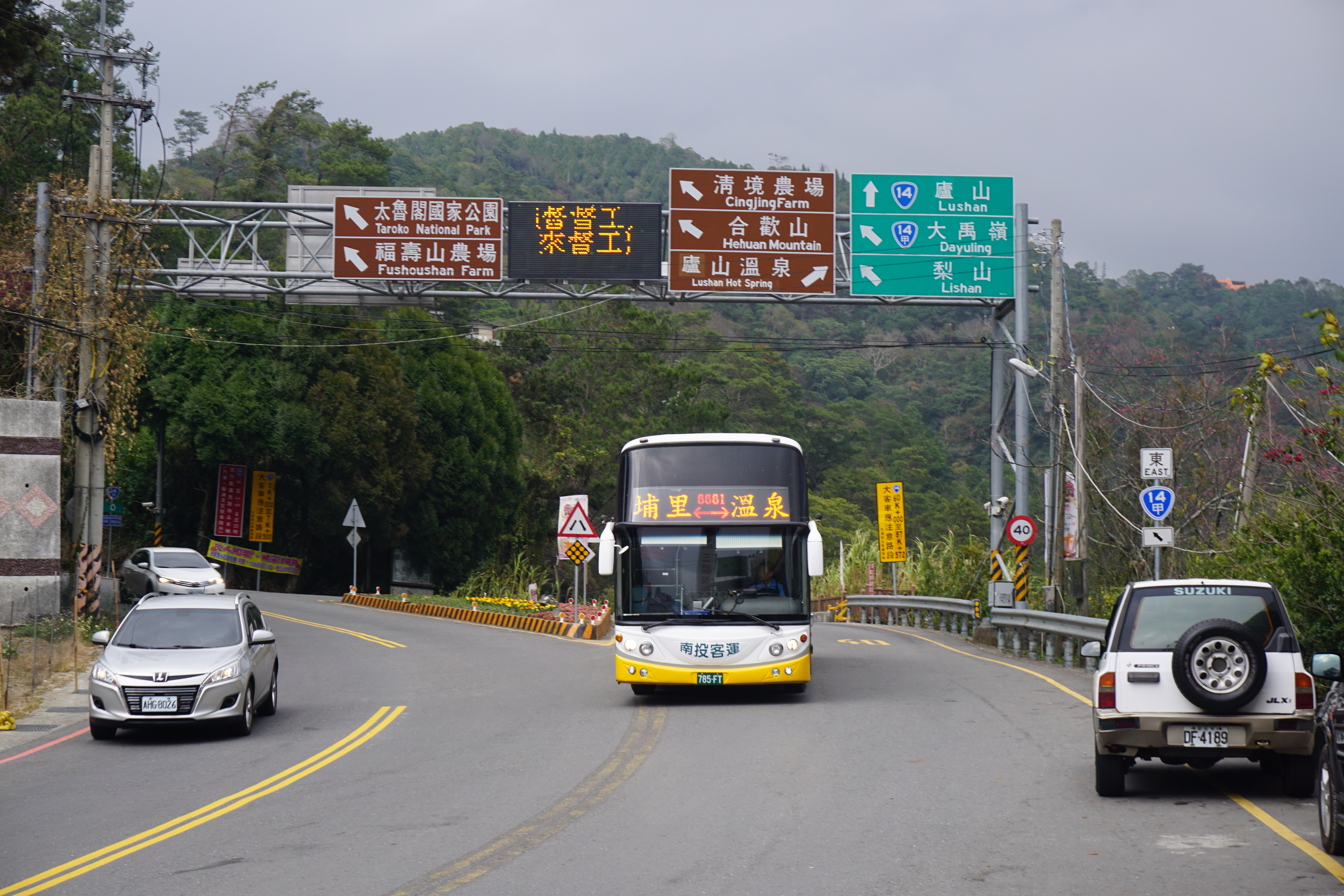
起点（台14線との分岐点）

### 乙線
彰化県芬園郷の社口を起点とし、南投県南投市の台3本線との交差点（五塊厝付近）を終点とする支線である。全長18.29Km。

### 丙線
彰化県彰化市の三村庄を起点とし、同県同市の台14本線との交差点（外快官付近）を終点とする支線道路である。全長2.882Km。道路名は「彰興路（じゃんこうろ）」、正式な路線名は「台14丙号（たいじゅうよんひのえせん）」であった。

### 丁線
彰化県芬園郷の利民橋を起点とし、南投県南投市の台3甲線との交差点（苦苓脚付近）を終点とする支線道路である。全長10.156Km。